# Вудсон (Илиноис)
Вудсон (енгл. Woodson) град је у америчкој савезној држави Илиноис.

## Демографија
По попису из 2010. године број становника је 512, што је 47 (-8,4%) становника мање него 2000. године.
| Група             | 2000.       | 2010.       |
| Белци             | 539 (96,4%) | 499 (97,5%) |
| Афроамериканци    | 4 (0,7%)    | 0 (0,0%)    |
| Азијати           | 2 (0,4%)    | 2 (0,4%)    |
| Хиспаноамериканци | 5 (0,9%)    | 5 (1,0%)    |
| Укупно            | 559         | 512         |